# Hoy es fiesta
Hoy es fiesta es una obra de teatro de Antonio Buero Vallejo, estrenada en el Teatro María Guerrero de Madrid el 20 de septiembre de 1956. No figura entre las más populares del dramaturgo alcarreño. En cierto modo, es una vuelta a los temas vistos en la pieza de 1947-48 Historia de una escalera (la falsedad, la esperanza, la pobreza y el guardar las apariencias) y en un ambiente muy similar, hasta como escenografía.

## Argumento
La obra refleja la convivencia en una casa de vecinos de un barrio humilde madrileño: sus esperanzas y frustraciones, sus recuerdos, sus problemas y sus temores. 
Frente a la feroz oposición de la portera, los vecinos encuentran la oportunidad para acudir y disfrutar de la azotea un día de fiesta que no se especifica (se mencionan "colgaduras en balcones", Nati dice que la fiesta no es "de guardar" y Silverio, que es "fiesta nueva, pero con media jornada de trabajo, partido internacional y lotería extraordinaria"). 
La invasión de la azotea la perciben como una primera señal de que algo puede cambiar y sus expectativas crecen con la predicción de Doña Nieves, la pitonisa que habita una de las viviendas, y que presiente que todos los vecinos pueden ser agraciados en el sorteo de lotería que se celebra esa misma tarde. En efecto, todos los vecinos juegan participaciones del billete custodiado por Doña Balbina, una señorona empobrecida de la que todo el mundo se mofa por su cursilería absurda en un barrio pobre, y que ha vendido fracciones a toda la casa. Hay un convencimiento general de que esta vez tocará y saldrán de pobres.
En efecto, el diario vespertino trae como premiado con el gordo el número que juegan con doña Balbina. Se desata la euforia... pero su hija Daniela finalmente confiesa que el billete es falso, que es de otro sorteo, que en suma, las participaciones son falsas, pues necesitaban el dinero para salir adelante. Los vecinos se enfurecen y, capitaneados por Sabas, agreden brutalmente a doña Balbina, pero Silverio logra contenerles y convencerles para que no la denuncien. 
Doña Balbina reprocha agriamente a su hija lo que ha hecho y Daniela intenta suicidarse. Silverio vuelve a evitar la desgracia ajena. Pero Pilar -esposa de Silverio-, que en la trifulca se llevó un golpe de Sabas, fallece momentos después...

## Personajes
- Nati, la portera. Somete por puro capricho a los vecinos a la imposición de no utilizar la azotea. Seca y arisca.
- Doña Nieves, echadora de cartas. Egoísta, trafullera y colérica.
- Remedios, su asistenta. Es la desdichada víctima de las iras de doña Nieves.
- Sabas, hijo mayor de Tomasa. Una mala bestia, bruto y agresivo. Mal carácter, fortaleza física, y escasos sentido de la honradez.
- Paco, amiguete de Sabas y de lo ajeno. Se apoya en Sabas para sus manejos y chanchullos. Y es el hijo de la portera
- Tomasa, madre de Fidel y Sabas. Agresiva, dominante, odia a Nati y se sirve de su hijo mayor como arma agresiva.
- Manola, amiga de Tomasa, le sigue el juego en todo lo que puede.
- Fidel, hijo menor de Tomasa, opositor fracasado, aspirante al amor de una hermosa vecina, Teresa, que se debe conformar con Daniela.
- Daniela, hija de doña Balbina. Debe soportar tremendos bochornos por las ganas de aparentar de su madre.
- Tere, vecina (no interviene en la obra). Muy guapa, es el objeto de deseo de Fidel.
- Doña Balbina, madre de Daniela. Señorona cursi, venida a menos, que vive de las apariencias y del gorroneo en fiestas y celebraciones.
- Silverio, marido de Pilar, un buen tipo que se autocastiga con la muerte de una hija de Pilar, su esposa, muerte que no pudo evitar (o no quiso, por ser la niña fruto de una violación.) Personaje típicamente "bueriano": calidad humana unida al sufrimiento
- Cristóbal, marido de Tomasa, bruto, pero con cierto sentido de la decencia, que está harto de su mujer y sus hijos.
- Elías, amigo de Silverio, siempre soñando con sus felices mocedades, tiempos mejores que no volverán.
- Pilar, esposa de Silverio. Padece de una sordera sobrevenida por la muerte de su hija. También es habitual en esta obra la presencia de un personaje aislado del resto por una tara física.

## Premios
- Premio Nacional de Teatro

## Representaciones destacadas
- Teatro (estreno, en 1956). Dirección: Claudio de la Torre. Intérpretes: Luisa Sala, Isabel Pallarés, Elvira Noriega, Ángel Picazo, María Francés, María Luisa Moneró, Victoria Rodríguez, Pastor Serrador.
- Televisión (Estudio 1, de TVE, 12 de marzo de 1970). Dirección y realización: Alberto González Vergel. Intérpretes: Cándida Losada, Berta Riaza, Tina Sáinz, Tota Alba, Julio Núñez, José Orjas, Carmen Rossi, Olga Peiró.
- Televisión (Estudio 1, de TVE, 20 de marzo de 1981). Dirección y realización: A. González Vergel. Intérpretes: Mercedes Sampietro, Carmen Maura, Manuel Zarzo, Juan Carlos Naya, Verónica Forqué, Queta Claver, Ana María Ventura, Blanca Sendino, Enrique Buero.